# Sportjahr 1928
Liste der Sportjahre

◄◄ | ◄ | 1924 | 1925 | 1926 | 1927 | Sportjahr 1928 | 1929 | 1930 | 1931 | 1932 | ► | ►►

Weitere Ereignisse   · Olympische Spiele · Olympische Winterspiele

## Ereignisse

### Olympische Spiele

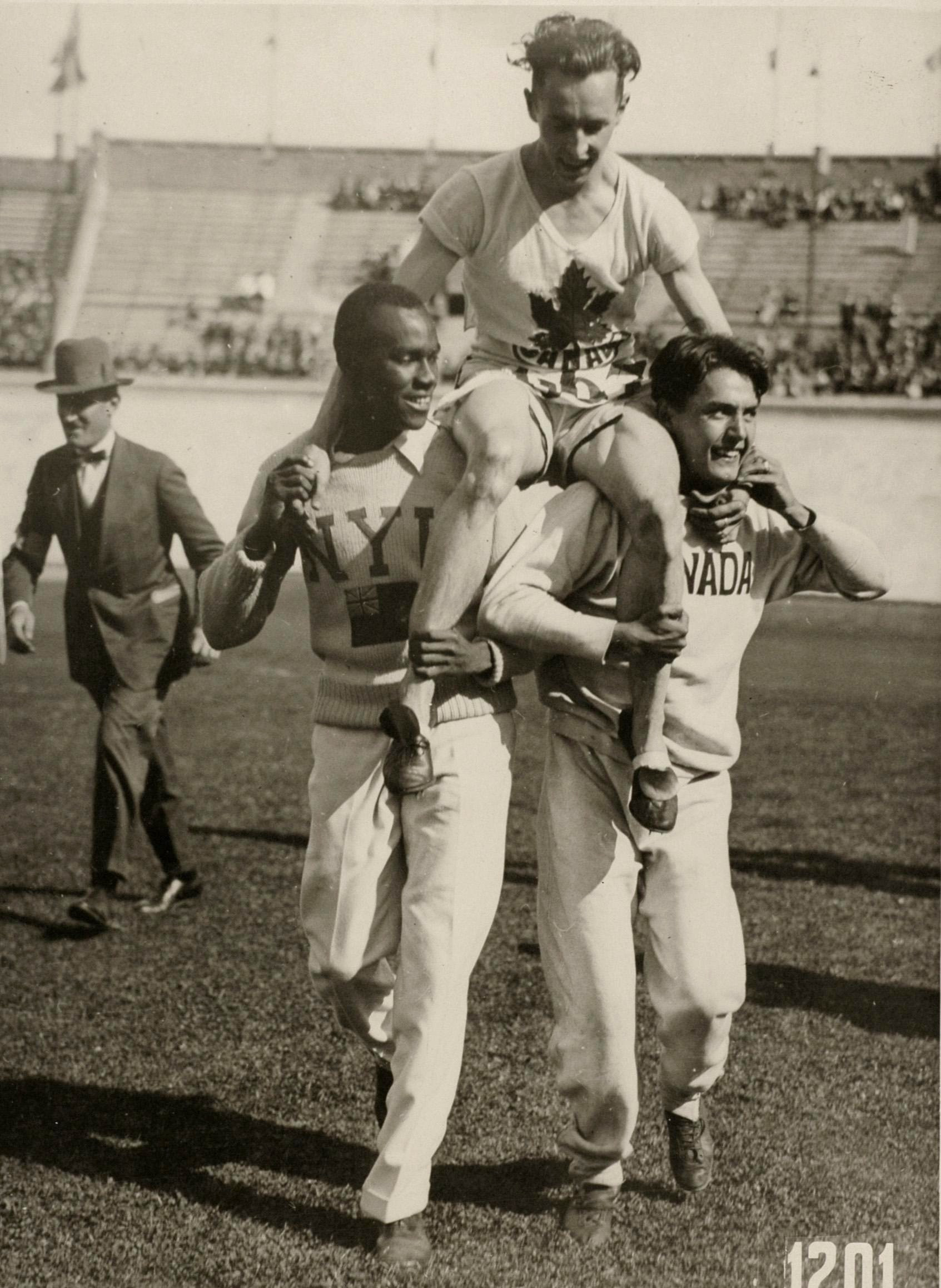
Percy Williams nach seinem Sieg im olympischen 100-Meter-Rennen

- Olympische Winterspiele 1928
- Olympische Sommerspiele 1928

### Badminton
Höhepunkte des Badmintonjahres 1928 waren die All England, die Irish Open und die Scottish Open.

### Internationale Veranstaltungen
| Veranstaltung | Herreneinzel         | Dameneinzel             | Herrendoppel                            | Damendoppel                         | Mixed                                        |
| ------------- | -------------------- | ----------------------- | --------------------------------------- | ----------------------------------- | -------------------------------------------- |
| All England   | Frank Devlin         | Margaret Rivers Tragett | George Alan Thomas Frank Hodge          | Marjorie Barrett Violet Elton       | Albert Edward Harbot Margaret Rivers Tragett |
| Irish Open    | Albert Edward Harbot | Marjorie Barrett        | Albert Edward Harbot George Alan Thomas | Marjorie Barrett Violet Elton       | Albert Edward Harbot Violet Elton            |
| Scottish Open | Ian Maconachie       | Margaret Tragett        | Ian Maconachie H. E. B. Neilson         | Margaret Tragett E. F. C. MacDonald | Ian Maconachie Marion Armstrong              |

- Erste Austragung der singapurischen Badmintonmeisterschaften

### Fußball
- Baltic Cup 1928
- Europapokal der Fußball-Nationalmannschaften 1927 bis 1930
- Mitropapokal 1928

### Leichtathletik

#### Leichtathletik-Weltrekorde

##### Sprint
- 25. Mai: Helmut Körnig, Deutschland, läuft die 200 Meter der Männer in 21,0 s.
- 12. Mai: Emerson Spencer, USA, läuft die 400 Meter der Männer in 47,0 s.

##### Mittelstreckenlauf
- 2. August: Lina Radke, Deutschland, läuft die 800 Meter der Frauen in 2:16,8 min.
- 7. August: Lloyd Hahn, USA, läuft die 800 Meter der Männer in 1:51,4 min.

##### Hürdenlauf
- 4. Juli: Morgan Taylor, USA, läuft die 400 Meter Hürden der Männer in 52,0 s.
- 31. Juli: George Weightman, Südafrika, läuft die 110 Meter Hürden der Männer in 14,6 s.

##### Gehen
- 16. Mai: Romano Vecchietti, Italien, absolviert das 50-Kilometer-Gehen der Männer in 4:30:22 h.

##### Wurfdisziplinen
- 3. Juni: Ruth Lange, Deutschland, stößt im Kugelstoßen der Frauen 11,52 m.
- 30. Juni: Guschi Hargus, Deutschland, erreicht im Speerwurf der Frauen 38,36 m.
- 15. Juli: Grete Heublein, Deutschland, stößt im Kugelstoßen der Frauen 11,96 m.
- 28. Juli: Elisabeth Schumann, Deutschland, erreicht im Speerwurf der Frauen 38,40 m.
- 15. August: Erik Lundqvist, Schweden, wirft im Speerwurf der Männer 71,01 m.
- 18. August: Guschi Hargus, Deutschland, erreicht im Speerwurf der Frauen 38,39 m.
- 22. August: Hans Hoffmeister, Deutschland, erreicht im Diskuswurf der Männer 48,77 m.
- 26. August: Emil Hirschfeld, Deutschland, stößt im Kugelstoßen der Männer 16,04 m.
- 31. August: Halina Konopacka, Polen, erreicht im Diskuswurf der Frauen 39,62 m.

##### Sprungdisziplinen
- 28. April: Lee Barnes, USA, springt im Stabhochsprung der Männer 4,30 m.
- 9. Mai: Sylvio Cator, Haiti, erreicht im Weitsprung der Männer 7,93 m.
- 20. Mai: Kinue Hitomi, Japan, erreicht im Weitsprung der Frauen 5,98 m.
- 7. Juli: Ed Hamm, USA, springt im Weitsprung der Männer 7,90 m.

##### Mehrkampf
- 31. Mai: Paavo Yrjola, Finnland, erreicht im Zehnkampf der Männer 8053 Punkte.

### Motorsport

#### Motorradsport

##### Motorrad-Europameisterschaft
- Bei der auf dem Circuit de Meyrin in der Schweiz ausgetragenen Motorrad-Europameisterschaft gewinnt der Einheimische Paul Lehmann auf Moser vor seinem Landsmann und Markenkollegen W. Brehm und dem Italiener Omobono Tenni (G.D.) den Titel in der erstmals ausgetragenen 125-cm³-Klasse.
- Bei den 175ern siegt der Italiener Alfredo Panella auf Ladetto-Blatto vor seinem Landsmann Riccardo Brusi (Benelli) und dem Franzosen Albert Sourdot (Monet et Goyon).
- In der Viertelliterklasse setzt sich der Brite Cecil Ashby auf OK-Supreme gegen seinen Landsmann Jock Porter (New Gerrard) und den Einheimischen Orlindo Geisler (Moto Guzzi) durch.
- Bei den 350ern siegt der Brite Wal Handley auf Motosacoche vor seinem Landsmann Jimmie Guthrie (Norton) und dem Schweizer Bruno Martinelli (ebenfalls Motosacoche).
- In der 500-cm³-Klasse siegt ebenfalls Wal Handley, diesmal auf A.J.S., vor seinen Landsleuten und Rudge-Piloten Ernie Nott und Graham Walker.
- Den erstmals ausgetragenen Lauf der 350-cm³-Gespanne, bei dem nur zwei Fahrzeuge das Ziel erreichen gewinnt der Brite Syd Crabtree mit unbekanntem Beifahrer auf Excelsior vor dem Einheimischen E. Pfister (Royal Enfield).
- Im ebenfalls zum ersten Mal ausgetragenen Rennen der 600-cm³-Gespanne siegt der Einheimische Edgar d’Eternod auf Sunbeam vor Ernie Nott (Rudge) und dem Schweizer Ehepaar Hans und Cilly Stärkle (Scott)
- Beim 1000-cm³-Gespannrennen erreichte kein Starter das Ziel.

##### Deutsche Motorrad-Straßenmeisterschaft
- Deutsche Meister werden Arthur Geiss (DKW, 175 cm³), Walfried Winkler (DKW, 250 cm³), Erich Pätzold (Sunbeam, 350 cm³), Hans Soenius (BMW, 500 cm³) und Toni Bauhofer (BMW, über 500 cm³).

### Radsport
- Giro d’Italia 1928
- Tour de France 1928
- UCI-Bahn-Weltmeisterschaften 1928
- UCI-Straßen-Weltmeisterschaften 1928

### Schach
- Schacholympiade 1928

### Tischtennis
- Tischtennisweltmeisterschaft 1928 25. bis 29. Januar in Stockholm (Schweden)

### Wintersport
- Eishockey-Weltmeisterschaft 1928
- Eiskunstlauf-Europameisterschaft 1928
- Eiskunstlauf-Weltmeisterschaften 1928
- Nordische Skiweltmeisterschaft 1928

## Geboren

### Januar
- 01. Januar: Hap Sharp, US-amerikanischer Automobilrennfahrer († 1993)
- 12. Januar: Bill Lange, US-amerikanischer American-Football-Spieler († 1995)
- 12. Januar: Lloyd Ruby, US-amerikanischer Automobilrennfahrer († 2009)
- 18. Januar: Alexander Gomelski, russischer Basketballspieler und -trainer († 2005)

### Februar
- 03. Februar: Svend Wad, dänischer Boxer († 2004)
- 06. Februar: Sjel de Bruijckere, niederländischer Fußballspieler († 2011)
- 09. Februar: Rinus Michels, niederländischer Fußballtrainer († 2005)
- 20. Februar: Erik Larsen, dänischer Ruderer († 1952)
- 21. Februar: Cecil Sandford, britischer Motorradrennfahrer († 2023)
- 23. Februar: Luis de Ridder, argentinischer Skisportler († 2004)
- 24. Februar: Ursel Burmeister, deutsche Handballspielerin
- 25. Februar: Paul Elvstrøm, dänischer Segler († 2016)

### März
- 03. März: Diane Foster, kanadische Leichtathletin und Olympiateilnehmerin († 1999)
- 05. März: Anton Huiskes, niederländischer Eisschnellläufer und Eisschnelllauftrainer († 2008)
- 08. März: Bill Lomas, britischer Motorradrennfahrer († 2007)
- 16. März: Wakanohana Kanji I., japanischer Sumoringer und 45. Yokozuna († 2010)
- 18. März: Antonio Pacenza, argentinischer Boxer († 1999)
- 19. März: Emil Handschin, Schweizer Eishockeyspieler († 1990)
- 22. März: Denis Feron, belgischer Skirennläufer († 2015)
- 25. März: Roald Aas, norwegischer Eisschnellläufer († 2012)
- 31. März: Gordie Howe, kanadischer Eishockeyspieler († 2016)

### April
- 02. April: Gino Munaron, italienischer Automobilrennfahrer († 2009)
- 03. April: Earl Lloyd, US-amerikanischer Basketballspieler, erster Afroamerikaner in der NBA († 2015)
- 04. April: Bud Tingelstad, US-amerikanischer Automobilrennfahrer († 1981)
- 09. April: Paul Arizin, US-amerikanischer Basketballspieler († 2006)
- 09. April: Georg Miske, deutscher Gewichtheber († 2009)
- 13. April: Gianni Marzotto, italienischer Automobilrennfahrer († 2012)
- 20. April: Gordon Audley, kanadischer Eisschnellläufer († 2012)
- 20. April: Robert Byrne, US-amerikanischer Schachgroßmeister († 2013)
- 20. April: Heinz Melkus, deutscher Automobilrennfahrer und Konstrukteur von Rennwagen († 2005)

### Mai
- 01. Mai: Madeleine Moreau, französische Wasserspringerin († 1995)
- 01. Mai: Gottlieb Perren, Schweizer Skisportler und Bergführer († 1960)
- 01. Mai: Desmond Titterington, britischer Automobilrennfahrer († 2002)
- 04. Mai: Wolfgang Graf Berghe von Trips, deutscher Automobilrennfahrer († 1961)
- 07. Mai: Serge Blusson, französischer Radrennfahrer († 1994)
- 09. Mai: Pancho Gonzales, US-amerikanischer Tennisspieler († 1995)
- 09. Mai: Barbara Ann Scott, kanadische Eiskunstläuferin († 2012)
- 10. Mai: Lothar Schmid, deutscher Verleger und Schachspieler († 2013)
- 13. Mai: Eugeen Van Roosbroeck, belgischer Radrennfahrer († 2018)
- 18. Mai: Jo Schlesser, französischer Automobilrennfahrer († 1968)
- 19. Mai: Colin Chapman, britischer Rennwagenkonstrukteur († 1982)
- 19. Mai: Dolph Schayes, US-amerikanischer Basketballspieler († 2015)
- 23. Mai: Jesse Thomas, US-amerikanischer American-Football-Spieler († 2010)
- 28. Mai: Iwan Kisimow, russischer Dressurreiter und Olympiasieger 1968 und 1972 († 2019)

### Juni
- 05. Juni: Yrjö Asikainen, finnischer Fußballspieler († 2008)
- 05. Juni: Umberto Maglioli, italienischer Automobilrennfahrer († 1999)
- 08. Juni: Bobby Kromm, kanadischer Eishockeyspieler und -trainer († 2010)
- 11. Juni: Herbert Linge, deutscher Rennfahrer der Nachkriegszeit († 2024)
- 16. Juni: John Cuneo, australischer Regattasegler († 2020)
- 16. Juni: Dagmar Rom, österreichische Skirennläuferin († 2022)
- 19. Juni: Jacques Dupont, französischer Radrennfahrer († 2019)
- 26. Juni: Cornelis van der Elst, niederländischer Eisschnellläufer († 2021)
- 29. Juni: Urion Gallin, israelischer Leichtathlet († 2021)

### Juli
- 04. Juli: Giampiero Boniperti, italienischer Fußballspieler und Ehrenpräsident von Juventus Turin († 2021)
- 09. Juli: Federico Bahamontes, spanischer Radrennfahrer († 2023)
- 10. Juli: Alejandro de Tomaso, argentinischer Automobilrennfahrer und Unternehmer († 2003)
- 13. Juli: Sven Davidson, schwedischer Tennisspieler († 2008)
- 14. Juli: John Davies, kanadischer Eishockeyspieler († 2009)
- 15. Juli: Pál Benkő, ungarisch-US-amerikanischer Schach-Großmeister und Studienkomponist († 2019)
- 15. Juli: Elmer George, US-amerikanischer Automobilrennfahrer († 1976)
- 23. Juli: Don Scott, britischer Boxer († 2013)
- 26. Juli: Don Beauman, britischer Automobilrennfahrer († 1955)
- 27. Juli: Karl Mai, deutscher Fußballspieler († 1993)
- 27. Juli: Dick Yelvington, US-amerikanischer American-Football-Spieler († 2013)
- 28. Juli: Guy Verrier, französischer Automobilrennfahrer († 2019)

### August
- 04. August: Christian Goethals, belgischer Automobilrennfahrer († 2003)
- 08. August: François Remetter, französischer Fußballspieler († 2022)
- 09. August: Bob Cousy, US-amerikanischer Basketballspieler
- 10. August: Gerino Gerini, italienischer Automobilrennfahrer († 2013)
- 14. August: Arsenius Butscher, deutscher Motorradrennfahrer († 2013)
- 18. August: Narciso López, mexikanischer Fußballspieler († 1988)
- 20. August: Jack Kirrane, US-amerikanischer Eishockeyspieler († 2016)
- 21. August: Chris Brasher, britischer Leichtathlet und Olympiasieger († 2003)
- 21. August: Elmo Langley, US-amerikanischer Automobilrennfahrer († 1996)
- 27. August: Ján Zachara, tschechoslowakischer Boxer († 2025)
- 29. August: Enrico Musolino, italienischer Eisschnellläufer († 2010)
- 30. August: Lloyd Casner, US-amerikanischer Automobilrennfahrer und Teambesitzer († 1965)

### September
- 02. September: Hans Ackermann, deutscher Fußballspieler
- 06. September: Rudolf Plukfelder, sowjetischer Gewichtheber und Olympiasieger 1964
- 06. September: Sid Watkins, britischer Neurochirurg, Chefarzt der Formel 1 († 2012)
- 09. September: Fritz Herkenrath, deutscher Fußballspieler († 2016)
- 17. September: Takahiro Sonoda, japanischer Pianist († 2004)
- 23. September: Jakob Miltz, deutscher Fußballspieler († 1984)
- 24. September: Jürgen Isberg, deutscher Handballspieler
- 25. September: Ottavio Bugatti, italienischer Fußballspieler († 2016)
- 28. September: Hans Geister, deutscher Leichtathlet († 2012)
- 28. September: Günther Steines, deutscher Leichtathlet († 1982)
- 30. September: Emilio Caprile, italienischer Fußballspieler († 2020)

### Oktober
- 01. Oktober: Willy Mairesse, belgischer Automobilrennfahrer († 1969)
- 02. Oktober: Willy Tröger, deutscher Fußballspieler († 2004)
- 03. Oktober: Christian d’Oriola, französischer Florettfechter († 2007)
- 04. Oktober: Bob Scott, US-amerikanischer Automobilrennfahrer († 1954)
- 04. Oktober: Torben Ulrich, dänischer Tennisspieler, Schriftsteller, Musiker und Filmemacher († 2023)
- 04. Oktober: Erich Vanis, österreichischer Bergsteiger, Autor († 2004)
- 05. Oktober: Kurt Tschenscher, deutscher Fußballschiedsrichter († 2014)
- 08. Oktober: Valdir Pereira, brasilianischer Fußballspieler († 2001)
- 09. Oktober: Pat O’Connor, US-amerikanischer Automobilrennfahrer († 1958)
- 11. Oktober: Alfonso de Portago, spanischer Automobilrennfahrer und Bobsportler († 1957)
- 14. Oktober: Héctor Rial Laguía, argentinischer Fußballspieler († 1991)
- 17. Oktober: Bobby Walston, US-amerikanischer American-Football-Spieler († 1987)
- 19. Oktober: Mustapha Zitouni, algerisch-französischer Fußballspieler und -trainer († 2014)
- 21. Oktober: Whitey Ford, US-amerikanischer Baseballspieler († 2020)
- 21. Oktober: Ardico Magnini, italienischer Fußballspieler († 2020)
- 23. Oktober: Mario Alborghetti, italienischer Automobilrennfahrer († 1955)
- 27. Oktober: Datta Gaekwad, indischer Cricketspieler († 2024)
- 30. Oktober: Raúl Cárdenas, mexikanischer Fußballspieler und -trainer († 2016)
- 31. Oktober: Vittorio Lucarelli, italienischer Florettfechter († 2008)

### November
- 02. November: Leon Hart, US-amerikanischer American-Football-Spieler († 2002)
- 03. November: George Yardley, US-amerikanischer Basketballspieler († 2004)
- 10. November: Sheena Mackintosh, britische Skirennläuferin († 2018)
- 18. November: Rudolf Spengler, deutscher Handballspieler und -trainer († 2019)
- 19. November: Ernst Hiller, deutscher Motorradrennfahrer († 2008)
- 21. November: Gustav Bubník, tschechoslowakischer Eishockeyspieler und -trainer († 2017)
- 22. November: Gösta Nordahl, schwedischer Fußballspieler († 2003)
- 28. November: Joseph Vissers, belgischer Boxer († 2006)

### Dezember
- 05. Dezember: Bruno Landi, italienischer Radrennfahrer († 2005)
- 13. Dezember: Jutta Müller, deutsche Eiskunstlauftrainerin († 2023)
- 20. Dezember: Jack Christiansen, US-kanadischer American-Football-Spieler und -Trainer († 1986)
- 25. Dezember: Aad de Koning, niederländischer Eisschnellläufer († 2010)
- 29. Dezember: Zdeněk Remsa, tschechoslowakischer Skispringer und Skisprungtrainer († 2019)
- 31. Dezember: Hugh McElhenny, US-amerikanischer American-Football-Spieler († 2022)

## Gestorben

### Januar
- 02. Januar: Yves du Manoir, französischer Rugby-Union-Spieler (* 1904)
- 02. Januar: Max Schwarze, Wegbereiter der Sportwissenschaft (* 1874)
- 06. Januar: Alvin Kraenzlein, US-amerikanischer Leichtathlet (* 1876)
- 10. Januar: Ralph Aitken, schottischer Fußballspieler (* 1863)

### Februar
- 01. Februar: Hughie Jennings, US-amerikanischer Baseballspieler und -trainer (* 1869)
- 05. Februar: Kurt Behrens, deutscher Wasserspringer (* 1884)
- 17. Februar: Frederick Kaiser, US-amerikanischer Geher (* 1889)
- 25. Februar: Gyula Kakas, ungarischer Turner, Olympiateilnehmer (* 1875)
- 26. Februar: Gunnar Setterwall, schwedischer Tennisspieler (* 1881)

### März
- 09. März: Alfredo Gargiullo, italienischer Leichtathlet (* 1906)
- 20. März: William Henry, britischer Schwimmer und Wasserballspieler (* 1859)
- 28. März: Kalle Mikkolainen, finnischer Turner (* 1883)

### April
- 02. April: Zbigniew Wóycicki, polnischer Skisportler (* 1902)
- 14. April: Harrie Meyers, niederländischer Radrennfahrer (* 1879)
- 15. April: Pietro Bordino, italienischer Automobilrennfahrer (* 1887)
- 16. April: Roman Steinberg, estnischer Ringer (* 1900)

### Mai
- 05. Mai: Georges Passerieu, französischer Radrennfahrer (* 1885)
- 13. Mai: Jean-Baptiste Dortignacq, französischer Radrennfahrer (* 1884)
- 20. Mai: Rupert Karner, österreichischer Motorradrennfahrer (* 1896)

### Juni
- 14. Juni: Daniël Clarembaux, belgischer Ruderer (* 1883)
- 29. Juni: Edmond Jacquelin, französischer Radrennfahrer (* 1875)

### Juli
- 01. Juli: Charles Beachcroft, britischer Cricketspieler (* 1870)
- 02. Juli: Willi Henkelmann, deutscher Motorradrennfahrer (* 1899)
- 03. Juli: Virgilio Mantegazza, italienischer Degenfechter (* 1889)
- 15. Juli: Čeněk Junek, tschechoslowakischer Bankier und Automobilrennfahrer (* 1894)
- 16. Juli: Ernst von Halle, deutscher Automobilrennfahrer (* 1905)
- 16. Juli: Bohumil Mořkovský, tschechoslowakischer Turner (* 1899)

### August
- 02. August: Fred Sanderson, US-amerikanischer Tennisspieler (* 1872)
- 05. August: Jaroslav Just, böhmisch-tschechoslowakischer Tennisspieler (* 1883)
- 13. August: Fernand Charron, französischer Rad- und Automobilrennfahrer (* 1866)
- 20. August: Thomas Butler, britischer Tauzieher (* 1871)
- 20. August: Huldreich Heusser, deutscher Automobilrennfahrer (* 1889)
- 20. August: Ernest George Meers, englischer Tennisspieler (* 1848)
- 28. August: Karl Conrad Röderer, Schweizer Sportschütze und Olympiasieger (* 1868)
- 29. August: William Easton, US-amerikanischer Tennisspieler (* 1875)

### September
- 06. September: George S. Dole, US-amerikanischer Ringer (* 1885)
- 08. September: Axel Fredrik Londen, finnischer Sportschütze (* 1859)
- 09. September: Emilio Materassi, italienischer Automobilrennfahrer (* 1894)

### Oktober
- 07. Oktober: Leo Larrivee, US-amerikanischer Mittel- und Langstreckenläufer (* 1903)
- 12. Oktober: Frank Belote, US-amerikanischer Sprinter und Hochspringer (* 1883)

### Dezember
- 01. Dezember: Jules Dubois, französischer Radrennfahrer (* 1862)
- 01. Dezember: Arthur Gore, britischer Tennisspieler (* 1868)
- 03. Dezember: Johan Olin, finnischer Ringer (* 1883)
- 07. Dezember: Blair Cochrane, britischer Segler (* 1853)
- 13. Dezember: Charles Billings, US-amerikanischer Sportschütze (* 1866)
- 22. Dezember: Evan Baillie Noel, britischer Jeu-de-Paume- und Racketsspieler sowie Sportjournalist (* 1879)
- 30. Dezember: Jean Collas, französischer Rugbyspieler (* 1874)

### Genaues Datum unbekannt
- François Vilamitjana, französischer Segler (* 1846)